# Honoka (遊佐未森のアルバム)
『honoka』（ほのか）は、遊佐未森の14枚目のオリジナル・アルバム。2001年10月31日に東芝EMI/TMファクトリーから発売された（規格品番：TOCT-24642）。

## 概要
ジャケットの撮影は上田義彦。
スコットランドにてミックスとマスタリングを行なった。

## 再発売
2013年に遊佐がデビュー25周年を迎えることを記念し、同年7月24日に東芝EMI時代の7枚のアルバムをユニバーサルミュージック/EMI RecordsからSHM-CD化され再発売。その際に本作も再発売（規格品番：TOCT-95182）。

## 収録曲
1. オレンジ
2. I'll remember
3. 遠いピアノ
4. 通り雨
5. 小さな桟橋
6. 月夜の浜辺
7. カシス
8. dive
9. クレマチス
10. Pie Jesu
11. leaf

## 主な参加ミュージシャン
- 佐野康夫(Ds, Perc)
- 梯郁夫(Perc)
- 渡辺等(B, Banjo, Bouzouki)
- 西海孝(G)
- 羽毛田丈史(Key, Programming)
- 溝口肇(Cello)
- Paddy Moloney(Whistle) from チーフタンズ
- クリストファー・ハーディ(Perc)
- James Mackintosh(Ds) from  Shooglenifty
- Ewen Vernal(B)
- 田中義人(G)
- Brian Kellock(P)
- Micheal McGoldrick(Whistle)
- 松田文(G)